# Szabó Miklós (labdarúgó)
Szabó Miklós (Szeged, 1937. március 3. –) labdarúgó, hátvéd.

## Pályafutása
1957 és 1964 között a Szegedi EAC labdarúgója volt. Az élvonalban 1957. március 24-én mutatkozott be a Tatabányai Bányász ellen, ahol csapata 2–0-s vereséget szenvedett. Az élvonalban összesen 112 mérkőzésen szerepelt és két gólt szerzett.